# Lijst van afleveringen van Kung Fu
Dit is een lijst met afleveringen van de Amerikaanse televisieserie Kung Fu. De serie telt drie seizoenen. Een overzicht van alle afleveringen is hieronder te vinden.

## Seizoen 1
| Nr. | Titel aflevering         | Uitzenddatum VS  |
| --- | ------------------------ | ---------------- |
| 0   | Kung Fu                  | 22 februari 1972 |
| 1   | King of the Mountain     | 14 oktober 1972  |
| 2   | Dark Angel               | 11 november 1972 |
| 3   | Blood Brother            | 18 januari 1973  |
| 4   | An Eye for an Eye        | 25 januari 1973  |
| 5   | The Tide                 | 1 februari 1973  |
| 6   | The Soul Is the Warrior  | 8 februari 1973  |
| 7   | Nine Lives               | 15 februari 1973 |
| 8   | Sun and Cloud Shadow     | 22 februari 1973 |
| 9   | Chains                   | 8 maart 1973     |
| 10  | Alethea                  | 15 maart 1973    |
| 11  | The Praying Mantis Kills | 22 maart 1973    |
| 12  | Superstition             | 5 april 1973     |
| 13  | The Stone                | 12 april 1973    |
| 14  | The Third Man            | 26 april 1973    |
| 15  | The Ancient Warrior      | 3 mei 1973       |

## Seizoen 2
| Nr. | Titel aflevering                    | Uitzenddatum VS   |
| --- | ----------------------------------- | ----------------- |
| 1   | The Well                            | 27 september 1973 |
| 2   | The Assassin                        | 4 oktober 1973    |
| 3   | The Chalice                         | 11 oktober 1973   |
| 4   | The Brujo                           | 25 oktober 1973   |
| 5   | The Squawman                        | 1 november 1973   |
| 6   | The Spirit Helper                   | 8 november 1973   |
| 7   | The Tong                            | 15 november 1973  |
| 8   | The Soldier                         | 29 november 1973  |
| 9   | The Salamander                      | 6 december 1973   |
| 10  | The Hoots                           | 13 december 1973  |
| 11  | The Elixir                          | 20 december 1973  |
| 12  | The Gunman                          | 3 januari 1974    |
| 13  | Empty Pages of a Dead Book          | 10 januari 1974   |
| 14  | A Dream Within a Dream              | 17 januari 1974   |
| 15  | The Way of Violence Has No Mind     | 24 januari 1974   |
| 16  | In Uncertain Bondage                | 7 februari 1974   |
| 17  | Night of the Owls, Day of the Doves | 14 februari 1974  |
| 18  | Crossties                           | 21 februari 1974  |
| 19  | The Passion of Chen Yi              | 28 februari 1974  |
| 20  | Arrogant Dragon                     | 14 maart 1974     |
| 21  | The Nature of Evil                  | 21 maart 1974     |
| 22  | The Cenotaph: Part 1                | 4 april 1974      |
| 23  | The Cenotaph: Part 2                | 11 april 1974     |

## Seizoen 3
| Nr. | Titel aflevering                 | Uitzenddatum VS   |
| --- | -------------------------------- | ----------------- |
| 1   | Blood of the Dragon: Part 1      | 14 september 1974 |
| 2   | Blood of the Dragon: Part 2      | 14 september 1974 |
| 3   | A Small Beheading                | 21 september 1974 |
| 4   | This Valley of Terror            | 28 september 1974 |
| 5   | The Predators                    | 5 oktober 1974    |
| 6   | My Brother, My Executioner       | 12 oktober 1974   |
| 7   | Cry of the Night Beast           | 19 oktober 1974   |
| 8   | The Garments of Rage             | 1 november 1974   |
| 9   | The Devil's Champion             | 8 november 1974   |
| 10  | Besieged: Death on Cold Mountain | 15 november 1974  |
| 11  | Besieged: Cannon at the Gates    | 22 november 1974  |
| 12  | The Demon God                    | 13 december 1974  |
| 13  | The Vanishing Image              | 20 december 1974  |
| 14  | A Lamb to the Slaughter          | 11 januari 1975   |
| 15  | The Forbidden Kingdom            | 18 januari 1975   |
| 16  | One Step to Darkness             | 25 januari 1975   |
| 17  | Battle Hymn                      | 8 februari 1975   |
| 18  | Barbary House                    | 15 februari 1975  |
| 19  | Flight to Orion                  | 22 februari 1975  |
| 20  | The Brothers Caine               | 1 maart 1975      |
| 21  | Full Circle                      | 15 maart 1975     |
| 22  | The Thief of Chendo              | 29 maart 1975     |
| 23  | Ambush                           | 4 april 1975      |
| 24  | The Last Raid                    | 26 april 1975     |